# Plicofollis tenuispinis
Plicofollis tenuispinis är en fiskart som först beskrevs av Day, 1877.  Plicofollis tenuispinis ingår i släktet Plicofollis och familjen Ariidae. Inga underarter finns listade i Catalogue of Life.